# Модул на еластичност
Модулът на еластичност ({\displaystyle E}) е материална константа, характеризираща свойството на материала да се съпротивлява срещу деформиране под действието на опън, натиск или огъване, наречено коравина. Той е известен още като модул на Юнг, деформационен модул или модул на линейните деформации. Дефинира се като отношение на изменението на нормалното напрежение {\displaystyle \sigma } към промяната в съответната му относителна надлъжна линейна деформация {\displaystyle \varepsilon }.
В Международната система единици модулът на еластичност се измерва в паскали. Поради големите стойности на модула при повечето често използвани материали, обикновено стойностите се изразяват в мегапаскали или гигапаскали. Други често използвани единици са kN/cm2 (= 10 MPa), kN/mm2 (= GPa) и N/mm2 (= MPa).
При някои материали, например стомана, въглеродно влакно, стъкло, модулът на еластичност {\displaystyle E} е постоянен до определена гранична стойност на деформациите, наречена граница на пропорционалност. Тези материали се определят като линейни, за тях е валиден Законът на Хук. При други (нелинейни) материали, като бетон или почва, той се променя с нарастване на деформациите. Модулът на еластичност може да бъде определен от кривата на деформиране на материала при опън (σ-ε диаграма), която се получава експериментално чрез изпитване на опън. При линейните материали {\displaystyle E} представлява наклона на кривата на деформиране в линейния ѝ участък (където е валиден законът на Хук) и е равен на тангенса на ъгъла, който кривата на деформиране сключва с абсцисната ос {\displaystyle \varepsilon }.
Модулът на еластичност е необходим при деформационните пресмятания. Например, той се използва при определянето удължението на опъната нишка или на натоварването, при което подложена на натиск колона би загубила устойчивост.

## Примерни стойности
Модулът на еластичност може да варира значително в зависимост от точния състав на материала, затова посочените по-долу стойности са ориентировъчни.
| Материал                           | Модул на еластичност {\displaystyle E} в MPa |
| ---------------------------------- | -------------------------------------------- |
| Каучук (малки деформации)          | 10 – 100                                     |
| Полиетилен с ниска плътност (LDPE) | 200                                          |
| Полипропилен                       | 1500 – 2000                                  |
| Полиетилентерефталат (PET)         | 2000 – 2500                                  |
| Полистирен                         | 3000 – 3500                                  |
| Найлон                             | 3000 – 7000                                  |
| Дъб (по посока на влакната)        | 11 000                                       |
| Бетон (при натиск)                 | 20 000 – 30 000                              |
| Алуминиеви сплави                  | 69 000                                       |
| Стъкло (всички видове)             | 72 000                                       |
| Месинг и бронз                     | 103 000 – 124 000                            |
| Титан (Ti)                         | 105 000 – 120 000                            |
| Чугун и стомана                    | 190 000 – 210 000                            |
| Волфрам (W)                        | 400 000 – 410 000                            |
| Силициев карбид (SiC)              | 450 000                                      |
| Волфрамов карбид (WC)              | 450 000 – 650 000                            |
| Въглеродна нанотръба               | 1 000 000                                    |
| Диамант (C)                        | 1 050 000 – 1 200 000                        |